# Leo Varadkar
Leo Eric Varadkar (in irlandese Leo de Varad;; Dublino, 18 gennaio 1979) è un politico irlandese, leader del Fine Gael dal 2017 al 2024 e Taoiseach dal 14 giugno 2017 al 27 giugno 2020 e di nuovo dal 17 dicembre 2022 al 9 aprile 2024.

## Biografia
Laureato al Trinity College in medicina, è figlio di padre indiano, anch'egli medico, e di madre irlandese. Fu eletto per la prima volta in parlamento nel 2007 per Fine Gael. Dal 2011 al 2014 è stato ministro dei trasporti, del turismo e dello sport del primo governo Kenny. Dal 2014 al 2017 è stato ministro della Salute. Nel 2015 ha sostenuto il sì al referendum del 22 maggio 2015 con cui gli irlandesi, modificando la costituzione, hanno stabilito che il matrimonio può essere contratto da due persone, senza distinzione di sesso.
Il 2 giugno 2017 è stato designato Taoiseach; è entrato in carica il 14 giugno successivo, dopo il voto favorevole del Parlamento. A seguito delle elezioni legislative del 2020 ha guidato il suo partito a stringere un accordo per un governo di coalizione con il Fianna Fáil di Micheál Martin che gli è così succeduto come Taoiseach il 27 giugno 2020, mentre Varadkar ha assunto l'incarico di Tánaiste in seno al governo Martin I. Secondo i termini di tale accordo, il 17 dicembre 2022 ha assunto di nuovo l'incarico di Taoiseach per la seconda metà della legislatura.
Il 20 marzo 2024 rassegna le dimissioni dalla carica di primo ministro per motivi personali.